# تالی هال
تالی هال (به انگلیسی: tallyhall) یک گروه راک آمریکایی است که در دسامبر سال ۲۰۰۲ در ان آربر، میشیگان تشکیل شد و تا پایان تور نیک و بد در سال ۲۰۱۱ به‌طور عمومی فعال بود. این گروه به‌خاطر ملودی‌های شاد، اشعار خیال‌پردازانه، و پایگاهٔ هواداری وفادار در شبکه‌های اجتماعی شناخته می‌شود. اعضای گروه در ابتدا سبک موسیقی خود را «وانکی راک» توصیف می‌کردند، اما پس از آنکه منتقدان شروع به تعریف ویژگی‌های این سبک کردند، برای جلوگیری از تعریف شدن موسیقی‌شان در قالب یک ژانر مشخص، صدای خود را با اصطلاح ساختگی «فبلو» (‎/fəˈbluː/‎ fə-BLOO) بازتعریف کردند.
تالی هال دارای پنج عضو اصلی می‌باشد که هر یک با رنگ کراوات خاصی شناخته می‌شوند: راب کانتور (گیتارزن) با کراوات زرد، جو هاولی (گیتارزن) با کراوات قرمز، راس فدرمن (طبل‌زن) با کراوات خاکستری، اندرو هوروویتس (نوازندهٔ کیبورد) با کراوات سبز، و زوبین صدقی (نوازندهٔ گیتار باس) با کراوات آبی. کیسی شی (همکار تور) با کراوات مشکی و بورا کاراجا (تهیه‌کننده و همراهٔ فنی گروه) با کراوات نارنجی نیز هر یک رنگ مخصوص به خود را دارند. تمام پنج عضو گروه در اجرای آوازهای گروه نقش دارند.